# Marie Touchet
Marie Touchet (* 1549, Orléans; † 1638. március 28., Párizs) volt IX. Károly francia király ágyasa.

## Élete
Marie 1549-ben született, burzsoá családba, egy hugenotta hadnagy, bizonyos Jean Touchet és Marie Mathy leányaként. Egy korabeli történész úgy írt Marie-ról, mint ,, akit úgy tartottak a királyi udvarban, mint azelőtt egyetlen elsőosztályú hölgyet sem. " A lány nevének anagrammája így nézett ki: Je charme tout. (Viszont, ha a J betűt I-re cseréljük ki, az a francia mondat jön ki, melynek magyar jelentése: Én mindenkit elbűvölök.) Ez a rendkívül elmés szójáték még a későbbi IV. Henrik francia királyt is lenyűgözte. (Henrik egyik ágyasa pont Marie leánya, Catherine Henriette lett, 1600 körül.)
19-20 éves kora környékén ő lett a nála egy évvel fiatalabb IX. Károly francia uralkodó egyetlen ágyasa, akinek egy fiút szült, Charles de Valois-t, 1573. április 28-án. Csupán egy évvel később, 1574. május 30-án, a mindössze 23 esztendős király meghalt, ám halálos ágyán öccsére, a trónra lépő III. Henrikre bízta Charles felnevelését és Marie anyagi támogatását. (IX. Károly 1570. november 26-án megnősült, ám a frigyből csak egy leány származott, Mária Erzsébet hercegnő, aki 1572. október 27-én jött világra, ám a kislány már 1578. április 2-án, 5 évesen meghalt.)
Ha Charles de Valois törvényes gyermek lett volna, apja halála után őt koronázzák meg mint X. Károly francia uralkodót. III. Henrik betartotta haldokló bátyjának tett ígéretét, és kötelességtudóan gyámkodott a kiskorú Charles fölött, Marie-nak pedig csinos kis évjáradékot biztosított. IX. Károly halála után Marie feleségül ment Charles Balzac d’Entragues márkihoz, akitől 1579-ben egy leányt szült, akit a Catherine Henriette nevet kapta. Catherine két gyermeket szült IV. Henrik francia királynak, egy fiút (Gászton Henrik) és egy leányt (Gabriella Angelika). 1600 októberében IV. Henrik nőül vette Medici Máriát.) Gászton 1601. november 3-án született, csupán egy hónappal féltestvére, a Lajos trónörökös herceg után, aki szeptember 27-én jött világra. (Lajos trónörökös 1610. május 14-én, apjának meggyilkolása után, XIII. Lajos néven Franciaország új királya lett.)
Marie 1638. március 28-án, 88 vagy 89 éves korában hunyt el, Párizsban. Unokái csak leányától születtek, mivel Charles de Valois házassága gyermektelen maradt. Catherine Henriette 1633-ban, körülbelül 53-54 évesen, Charles de Valois pedig 1650. szeptember 24-én, 77 éves korában halt meg.
1. 1 2  Biographie universelle ancienne et moderne, 42
2. ↑  Darryl Roger Lundy: The Peerage (angol nyelven). (Hozzáférés: 2017. október 9.)
3. ↑  GeneaStar
4. ↑  Leo van de Pas: Genealogics (angol nyelven), 2003
5. 1 2  Find a Grave (angol nyelven). Find a Grave
6. ↑  p10698.htm#i106975, 2020. augusztus 7.